# Risz
Risz (bułg. Риш) – wieś w Bułgarii, w obwodzie Szumen, w gminie Smjadowo. W 2024 roku liczyła 645 mieszkańców.